# Marisol (cantante peruana)
Luisa Marisol Ramírez Vásquez (Chachapoyas, 26 de julio de 1970), conocida artísticamente como Marisol, es una cantante peruana de cumbia. Es la vocalista principal de su propia orquesta Marisol y la Magia del Norte.
Es apodada como la «Faraona de la Cumbia», por ser una de las voces femeninas más representativas de la cumbia norteña.

## Biografía
Hija de un militar, Marisol nació en Chachapoyas, en el departamento de Amazonas, el 26 de julio de 1980. Sus primeros años vivió en la localidad Pedro Ruiz. Posteriormente se mudó a Lambayeque, sin embargo, no pudo participar de eventos musicales debido a su padre y sus dos hermanos se negaron a ingresar.  Tras completar la secundaria, estudió derecho y abandonó en el segundo ciclo. También estudió Hotelería y Turismo.
Desde los 14 años, Ramírez se inició como vocalista de boleros y rancheras, colaboró en la composición de canciones en orquestas de su entorno como Caribeños de Guadalupe, Caña Brava, Diosas del Ritmo y Orquesta Candela.
En 2004, como solista fundó su propia orquesta llamada La Magia del Norte. Fue en el año 2007 que la agrupación logra ingresar con fuerza al mercado musical de Lima a través de sus canciones «30 segundos» y «Si me ibas a dejar» inspirados en situaciones de desamor y cuyo mensaje es motivar a los mujeres que se hagan respetar.
En 2010, Marisol logra acaparar las emisoras radiales del Perú con tema «Dime gitana» del compositor Félix Palomino. Aunque fue nominada a «la canción del año», ella obtuvo el premio de «artista tropical femenina» en los premios Apdayc. Dicha canción apareció posteriormente en la banda sonora de Ojitos hechiceros.
Desde entonces, ella y su orquesta realizaron giras a Chile, Argentina y viajó a Europa para visitar a la comunidad latinoamericana. La cantante fue invitada para los conciertos a dúo con Tony Rosado en 2015, Eva Ayllón en 2016, y Oscar d'León en 2010.
En 2020, ingresó al concurso La máscara, alcanzando el segundo lugar con la personificación de la Mariposa.

## Vida privada
Tiene dos hijos.
En junio de 2013 fue operada de un quiste en la laringe, que la dejó fuera de los escenarios durante un mes. En el 2025 se reveló que tuvo un romance con Cristhian Cueva, futbolista peruano, quién es 20 años menor que ella

## Discografía

### Álbumes
- Dime gitana mía (2010)[27]

### Sencillos
- «30 segundos»[9]
- «La escobita»[7]
- «Canalla»[7]
- «Dime gitana»[13]
- «Si me ibas a dejar»
- «Yo lo quería»[9]
- «El mantenido»[28]
- «Yo lo quería»[9]

## En la ficción
En 2012, de sus memorias personales, se realizó la miniserie La Faraona para América Televisión, dirigida por Efraín Aguilar en donde es interpretada de adulta por Alejandra Pascucci y de joven por Mayra Goñi. Sin embargo, el proyecto fue suspendido por falta de financiamiento del canal.

## Premios y nominaciones
| Año  | Premio(s)                    | Categoría                   | Nominación a | Resultado | Ref.   |
| ---- | ---------------------------- | --------------------------- | ------------ | --------- | ------ |
| 2010 | Premios Apdayc               | Artista tropical femenina   | Ella misma   | Ganadora  | [ 14 ] |
| 2010 | Premios Apdayc               | Canción del año             | La Escobita  | Nominada  |        |
| 2020 | Premios Fama de La República | Mejor voz femenina (cumbia) | Ella misma   | Ganadora  | [ 31 ] |